# 뉴욕의 자치구
| 뉴욕의 다섯 자치구                           |
| -------------------------------------------- |
| 맨해튼 브루클린 퀸스 브롱크스 스태튼아일랜드 |

뉴욕에는 5개의 자치구(自治區) 또는 행정구(行政區)가 있다. 5개의 자치구이기 때문에 Five Boroughs라고 불린다. 자치구나 행정구는 한국어로 번역한 것 뿐이기에, 원래는 버러(Borough)라는 행정 구역 단위로 사용된다. 각구는 뉴욕의 군에 해당하는 행정 구역이지만 조직과 권한은 각 군에 비해 낮다.

## 개요
연방 국가인 미국에서 행정구역은 주마다 다르지만, 일반적으로 각주의 하위 군, 군의 하위에 기초 자치 단체다. 뉴욕에서도 같지만, 뉴욕에서는 시내에 군이 역전 현상이 일어나고있다. 이것은 19세기 말 뉴욕이 주변 지역을 합병할 때, 시내에 내포된 군(county)과 기초 자치 단체(city 또는 town)를 모두 폐지하고 대신에 5개의 구(borough)를 설치하였다. 또한, 각각의 구는 군으로도 일컬어지는데, 그것은 명목적인 것이며, 군과 같은 행정기관으로서의 기능을 가지지 않는다. 각 구마다 구청장이 선임되어있다.

## 목록
| 뉴욕시의 행정 구역    |          |            |        |         |
| 영역                  | 영역     | 인구       | 면적   | 면적    |
| 자치구                | 군       | (2019년)   | mi²    | km²     |
| 1. 맨해튼             | 뉴욕     | 1,628,706  | 23     | 59      |
| 2. 브루클린           | 킹스     | 2,559,903  | 71     | 183     |
| 3. 퀸스               | 퀸스     | 2,253,858  | 109    | 283     |
| 4. 브롱크스           | 브롱크스 | 1,418,207  | 42     | 109     |
| 5. 스태튼아일랜드     | 리치먼드 | 476,143    | 58     | 151     |
| 뉴욕                  | 뉴욕     | 8,336,817  | 303    | 786     |
| 뉴욕주                | 뉴욕주   | 19,453,561 | 47,214 | 122,284 |
| 출처: 미국 인구조사국 |          |            |        |         |

맨해튼 / 뉴욕군 (Manhattan, New York County, 인구 1,585,873명)
뉴욕에서 가장 인구 밀도가 높은 자치구이다. 도시의 많은 고층 빌딩이 늘어서 있고, 센트럴 파크도 맨해튼에 있다. 뉴욕의 경제 중심지이며, 많은 대기업, 국제 연합, 저명한 대학, 박물관, 브로드웨이 극장가, 그리니치 빌리지, 매디슨 스퀘어 가든 등이 맨해튼에 있다. 맨해튼은 크게 로어 맨해튼, 미드타운 맨해튼, 어퍼 맨해튼으로 나뉜다. 그중 어퍼 맨해튼은 센트럴 파크를 경계로 어퍼 이스트 사이드와 어퍼 웨스트 사이드로 나뉘며, 센트럴 파크의 북쪽 지역은 할렘 지역이다. 로어맨해튼에는 월 스트리트가 있어 경제 중심지이다.
브루클린 / 킹스군 (Brooklyn, Kings County, 인구 2,504,700명)
브루클린은 뉴욕에서 가장 인구가 많은 지역이다. 1898년까지 독립시였다. 문화적, 사회적, 특색적인 지역, 독특한 건축과 전통 등으로 잘 알려져있다. 또한 맨해튼 이외에 뚜렷한 다운타운을 가진 유일한 자치구이다. 긴 해안선과 코니아일랜드가 있고 여기에 1870년대에 유원지로 조성되었다.
퀸스 / 퀸스군 (Queens, Queens County, 인구 2,230,722명)
퀸스는 뉴욕에서 최대의 면적을 가진 지역이며, 미국에서 가장 다양한 민족이 사는 지역이다. 네덜란드인에 의해 건설된 작은 도시였지만, 오늘날은 대부분 주택이 밀집된 중산층 지역이다. 아프리카계 미국인의 연봉 평균은 약 5만 2000달러이며, 백인보다 높은 지역이다. 뉴욕 메츠의 홈구장인 시티 필드가 있으며, 매년 테니스 US 오픈이 열린다. 또한 뉴욕 대도시 지역의 3대 공항 중 라가디아 공항과 존 F 케네디 공항이 있다. 북서부에 위치한 애스토리아, 롱 아일랜드 시티는 최근 맨해튼에서 온 이주자가 많다.
브롱크스 / 브롱크스군 (The Bronx, Bronx County, 인구 1,385,108명)
브롱크스는 뉴욕 최북단의 자치구이며, 뉴욕 양키스의 본거지 양키 스타디움이 있다. 맨해튼의 마블힐이라는 지역을 제외하고, 브롱크스는 뉴욕에서 미국 본토와 연결되어 있는 유일한 지역이다. 브롱크스 동물원은 도시 지역의 동물원 중 미국 최대이며, 넓이는 1.07km2이며, 6000마리 이상의 동물이 있다. 랩과 힙합 문화의 탄생지이기도 하다.
스태튼아일랜드 / 리치먼드군 (Staten Island, Richmond County, 인구 468,730명)
다섯 개 자치구 중 가장 외곽에 위치한다. 브루클린과 베라자노 내로스 교로 연결되어 있으며, 맨해튼과는 스태튼아일랜드 페리로 연결되어있다. 스태튼아일랜드 페리는 자유의 여신상, 엘리스섬, 그리고 로어 맨해튼의 전망을 즐길 수 있어 관광객들에게 매우 인기가 있다. 스태튼아일랜드의 중앙부에는 25km2의 그린벨트가 있고, 약 56km의 워킹 트레일이 마련되어 있다. 그린벨트는 1984년, 섬의 자연을 보호하기 위해 지정된 일곱 공원으로 구성된다. 남쪽 해변의 FDR 산책로는 길이가 4.0km로 세계 4위이다.

## 같이 보기
- 뉴욕의 기
- 뉴욕주의 군 목록